# Ngọc Khê (xã)
Ngọc Khê là một xã thuộc huyện Trùng Khánh, tỉnh Cao Bằng, Việt Nam.

## Địa lý
Xã Ngọc Khê nằm ở phía đông bắc huyện Trùng Khánh, có vị trí địa lý:
- Phía đông giáp xã Đình Phong
- Phía tây giáp xã Phong Nặm
- Phía nam giáp xã Khâm Thành và xã Phong Châu
- Phía bắc giáp Trung Quốc và xã Ngọc Côn.

Xã Ngọc Khê có diện tích 28,10 km², dân số năm 2019 là 2.511 người, mật độ dân số đạt 89 người/km².
Tỉnh lộ 213 chạy qua xã. Trên địa bàn xã Ngọc Khê có núi Giang Mũ và núi Lũng Đắc, có sông Quây Sơn chảy trên địa bàn. Trên địa bàn xã còn có thắng cảnh hang Ngườm Hoài.

## Lịch sử
Sau năm 1975, Ngọc Khê là một xã thuộc huyện Trùng Khánh.
Ngày 13 tháng 12 năm 2007, thành lập xã Ngọc Côn trên cơ sở điều chỉnh 2.367,63 ha diện tích tự nhiên và 2.226 người của xã Ngọc Khê. Xã Ngọc Khê còn lại 2.810,37 ha diện tích tự nhiên và 2.695 người.
Đến năm 2019, xã Ngọc Khê được chia thành 11 xóm: Đỏng Dọa, Đỏng Ỏi, Giộc Sâu, Giộc Sung, Lũng Hoài, Lũng Lầu, Nà Bai - Khả Mong, Bản Nhom, Nà Lỏng - Nà Gạch, Nông Trường, Thom Luông.
Ngày 9 tháng 9 năm 2019, Hội đồng Nhân dân tỉnh Cao Bằng ban hành Nghị quyết số 27/NQ-HĐND về việc:
- Sáp nhập hai xóm Giộc Sung và Nà Lỏng - Nà Gạch thành xóm An Hỷ
- Sáp nhập xóm Lũng Hoài vào xóm Đỏng Ỏi
- Sáp nhập hai xóm Bản Nhom và Nà Bai - Khả Mong thành xóm Ngườm Hoài.

## Hành chính
Xã Ngọc Khê được chia thành 7 xóm: An Hỷ, Pác Phiao - Pác Thay - Đỏng Dọa, Đỏng Ỏi, Giộc Sâu, Lũng Lầu, Ngườm Hoài, Ta Nay